# Beneath the Massacre
Beneath the Massacre est un groupe canadien de technical death metal, originaire de Sainte-Catherine, Montréal, au Québec.

## Biographie
Le groupe a été formé au cours de l'été 2004 à Sainte-Catherine, Montréal, au Québec. Au cours de l'année suivante, en mai 2005, la formation, le groupe sort une démo, intitulée Evidence of Inequity, publiée sous le label Galy Records. L'EP est produit par Yannick St-Amand et masterisé par Alan Douches. Beneath the Massacre annonce une tournée canadienne en soutien à l'album en septembre 2005 avec Neuraxis, mais doivent annuler à la suite d'un accident de van vers Thunder Bay, en Ontario.
En mai 2006, Beneath the Massacre signe un contrat avec le label Prosthetic Records, et peu de temps après, commence un tournée canadienne avec Leng Tch'e et Fuck the Facts. Le groupe commence à travailler avec Yannick St-Amand sur un nouvel album en juin la même année, en parallèle à plusieurs dates annoncées comme au Terrorfest de Toronto avec plus de 60 groupes, organisé entre le 14 et le 16 juillet, au Robot Mosh Fest à Milwaukee, dans le Wisconsin, puis le même mois des concerts au Trails Unto the Sick avec Neuraxis. Beneath the Massacre participe avec la chanson Profitable Killcount à la compilation exclusivement japonaise publiée en 2006 Canadian Metal in Japan, distribuée par le label Cyclone Records.
En 2007, le groupe publie son premier album studio, Mechanics of Dysfunction, qui parait sous le label Prosthetic Records. Le groupe participe au Brutality Tour la même année, avec Animosity, As Blood Runs Black et The Faceless. Ils participent également au Summer Slaughter Tour avec d'autres groupes comme Decapitated, Necrophagist, As Blood Runs Black, The Faceless, Ion Dissonance, et Cephalic Carnage. Ils participent aussi au Radio Rebellion Tour de 2007 avec Job for a Cowboy, Behemoth et Gojira. En 2008, le groupe publie son deuxième album studio, intitulé Dystopia, au label Prosthetic le 28 octobre 2008. L'album est enregistré au Northern Studio de Montréal, par Yannick St-Amand, est mixé par Jason Suecoff, et la couverture est réalisée par Felix Rancourt. Beneath the Massacre tourne avec Darkest Hour et Bleeding Through au Thrash and Burn European Tour 2009 en avril et mai 2009 en Europe. En avril 2009, Beneath the Massacre est nommé dans la catégorie de « meilleur groupe underground » aux Metal Hammer Golden Gods Awards. Le groupe participe aussi au Summer Slaughter 2009 à Montréal avec une douzaine d'autres groupes.
Au début de 2012, le groupe annonce la sortie d'un nouvel album intitulé Incongruous le 14 février aux États-Unis et le 20 février au Royaume-Uni, le 24 février en Europe et le 28 février au Canada, au label Prosthetic Records. L'album est produit et mixé par Chris Donaldson (Cryptopsy) et masterisé par Alan Douches (Hatebreed, Shadows Fall). En soutien à l'album, ils tournent en Europe au début de 2012 au Bonecrusher Fest avec Carnifex, Molotov Solution, Within the Ruins, et Betraying the Martyrs. Depuis 2013, le groupe ne donne plus signe d'activité.
Après près de 8 ans d'attente, le Monstre Canadien de Brutalité sort l'album Fearmonger le 28 février 2020. Un album fort bien accueilli par la presse ainsi que par les fans. Certains considèrent l'album comme étant l'apogée de la carrière de Beneath The Massacre.

## Membres

### Membres actuels
- Elliot Desgagnés - voix (depuis 2004)[1]
- Christopher Bradley - guitare (depuis 2004)[1]
- Patrice Hamelin - batterie (depuis 2011)[1]
- Dennis Bradley - basse (depuis 2004)[1]

### Anciens membres
- Christian Pepin - guitare (2004-2005)[1]
- Justin Rousselle - batterie (2004-2011)[1]

## Discographie
- 2005 : Evidence of Inequity (démo)
- 2007 : Mechanics of Dysfunction
- 2008 : Dystopia
- 2010 : Marée noire (EP)
- 2012 : Incongruous
- 2020 : Fearmonger